# Meiosimyza subfasciata
Meiosimyza subfasciata är en tvåvingeart som först beskrevs av Zetterstedt 1838.  Meiosimyza subfasciata ingår i släktet Meiosimyza och familjen lövflugor. Inga underarter finns listade i Catalogue of Life.